# Frederikssund
Frederikssund é um município da Dinamarca, localizado na região oriental, no condado de Frederiksborg.
O município tem uma área de 41 km² e uma população de 18 430 habitantes, segundo o censo de 2004.